# Joséphine Caroline av Belgien
Joséphine Caroline av Belgien, född 1872, död 1958, var en belgisk prinsessa. 
Hon var dotter till Filip av Flandern och Maria av Hohenzollern-Sigmaringen. 